# Bucculatrix artemisiella
Bucculatrix artemisiella là một loài bướm đêm thuộc họ Bucculatricidae. Nó được tìm thấy ở hầu hết châu Âu (except Ireland, quần đảo Địa Trung Hải và bán đảo Balkan).
Sải cánh dài 7–8 mm.
Ấu trùng ăn Artemisia campestris. Chúng ăn lá nơi chúng làm tổ. The larvae slit the margin of the leaf, và from there make a ribbon-shaped fleck mine that appears as a transparent seam along the leaf margin.